# TVI Internacional
Televisão Independente Internacional (sigla: TVI Internacional) é a terceira estação de televisão internacional portuguesa. Este é o terceiro canal pertencente à TVI.
O canal é dirigido às comunidades portuguesas espalhadas pelo estrangeiro. A sua programação é composta por programas da TVI e da CNN Portugal, tendo também alguns programas de produção própria.
O canal iniciou as suas transmissões às 20h00 do dia 30 de Maio de 2010, com a emissão do Jornal Nacional, seguida da transmissão de uma gala dedicada aos 50 anos de carreira do actor português Nicolau Breyner.
Para marcar a sua criação, foi transmitida, de Nova Iorque, uma gala especial, apresentada por Manuel Luís Goucha.

## Direção
Diretor-Geral: José Eduardo Moniz

## Cobertura
As suas transmissões iniciaram-se no dia 30 de maio de 2010, exclusivamente para os clientes da ZAP Angola.
Em 17 de março de 2011 começaram as emissões em teste para a Europa através do satélite Hispasat 1D em 30º Oeste, estando pela primeira vez disponível em Portugal. As emissões estão codificadas em MPEG4-H.264/MPEG-4 AVC (na sua maioria utilizado para emissões em Alta definição), mas em definição standard (720x576 píxeis).
No mês de julho de 2011, a TVI Internacional foi introduzida na oferta gratuita de Televisão Digital Terrestre de Andorra. A partir do 6 de fevereiro de 2012, entrou na grelha do operador P&T do Luxemburgo, e no dia 29 de fevereiro 2012, foi introduzida na oferta do cabo na Suiça através do operador de cabo Naxoo na região de Genebra e Valais. No principio do mês de Abril, chegou a França no operador Orange em regime de canal pago. No dia 25 de setembro, chega ao Canadá através da Rogers cable. No dia 14 de julho de 2013, chega a Espanha e aos Estados Unidos da América. No dia 1 de outubro de 2015, chega ao território do Reino Unido, sendo transmitida na Grã-Bretanha e Irlanda do Norte.
A TVI Internacional acabou também substituir a TVI África - canal extinto em junho de 2020 - nos PALOP.
No total, a TVI Internacional está disponível atualmente em 15 países.
| País             | Operadora(s)                      |
| ---------------- | --------------------------------- |
| Andorra          | Andorra Telecom TDT               |
| Austrália        | Luso Vision                       |
| Angola           | Zap TV Cabo Angola                |
| Cabo Verde       | BOOM TV CV Multimedia             |
| Canada           | Rogers Cable Fiber                |
| Estados Unidos   | Dish                              |
| França           | Orange Free SFR                   |
| Luxemburgo       | Eltrona Lux GSM Tango             |
| Moçambique       | Zap Star Times TV Cabo Moçambique |
| Mónaco           | Orange Free                       |
| Nova Zelândia    | Luso Vision                       |
| Suíça            | Naxoo                             |
| Reino Unido      | Roku                              |
| Irlanda do Norte | Roku                              |

## Telenovelas
| Ano           | Projeto                     |
| ------------- | --------------------------- |
| 2017-2018     | Belmonte                    |
| 2017-2018     | O Beijo do Escorpião        |
| 2018          | Destinos Cruzados           |
| 2018-2019     | Jardins Proibidos (2014)    |
| 2019-2020     | Santa Bárbara               |
| 2020          | A Herdeira                  |
| 2020          | Espírito Indomável: A Série |
| 2020-2021     | A Impostora                 |
| 2020-2021     | Santa Bárbara               |
| 2020-2021     | Jogo Duplo                  |
| 2021-2022     | Valor da Vida               |
| 2021-2022     | Onde Está Elisa?            |
| 2021-presente | Festa é Festa               |
| 2022          | A Teia                      |
| 2022-2023     | Prisioneira                 |
| 2022-2023     | Doida por Ti                |
| 2023          | Quer o Destino              |
| 2023-presente | Ouro Verde                  |
| 2023-presente | Amar Demais                 |